# Sainte-Alauzie
Sainte-Alauzie (okzitanisch Senta Alàusia) ist eine Ortschaft und eine Commune déléguée in der französischen Gemeinde Castelnau-Montratier mit 106 Einwohnern (Stand: 1. Januar 2022) im Département Lot in der Region Okzitanien (vor 2016 Midi-Pyrénées). 
Mit Wirkung vom 1. Januar 2017 wurden die Gemeinden Sainte-Alauzie und Castelnau-Montratier zu einer Commune nouvelle mit dem Namen Castelnau Montratier-Sainte Alauzie zusammengelegt, die seit dem 1. Januar 2024 Castelnau-Montratier heißt. Sie gehörte zum Arrondissement Cahors und zum Kanton Marches du Sud-Quercy.

## Lage
Der Ort Sainte-Alauzie liegt am Ufer des Flusses Lendou in der alten Kulturlandschaft des Quercy, etwa 35 Kilometer nördlich von Montauban. 

## Bevölkerungsentwicklung
| Jahr                       | 1962 | 1968 | 1975 | 1982 | 1990 | 1999 | 2006 | 2013 |
| Einwohner                  | 226  | 186  | 169  | 138  | 107  | 109  | 135  | 122  |
| Quellen: Cassini und INSEE |      |      |      |      |      |      |      |      |

## Sehenswürdigkeiten
- Kirche  Sainte-Eulalie

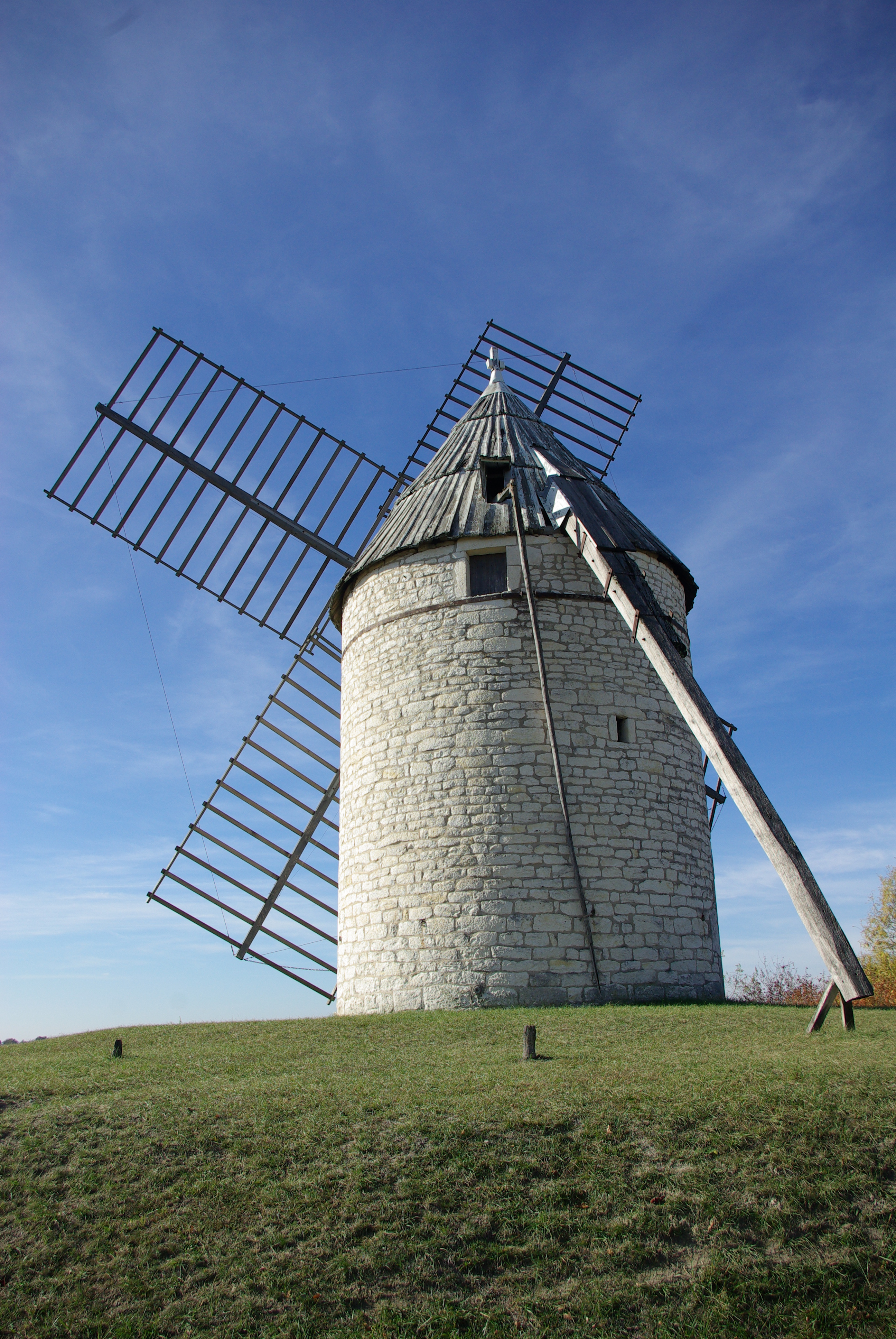
Windmühle von Boisse

- Windmühle von Boisse, Monument historique